# عملية فاكسينس
كانت عملية فاكسينس عملا عسكريا لقوات الأمن المقدونية ضد المتمردين الألبان في منطقة كومانوفو كاراداك في شمال شرق مقدونيا في 25  مايو 2001 ، الذي دام يوما واحدا بانتصار مقدوني حاسم.

## الروابط الخارجية
- Тигрите си ги бараат назад своите команданти نسخة محفوظة 3 مارس 2016 على موقع واي باك مشين. Photo:A Macedonian police officer enters the captured village of Vaksince